# Pristimantis penelopus
Pristimantis penelopus es una especie de anfibio anuro de la familia Craugastoridae.

## Distribución
Esta especie es endémica de la ladera oriental de la Cordillera Central en Colombia. Habita en los departamentos de Antioquia, Tolima y Caldas entre 1 180 y 1 500 m de altitud.

## Descripción
Los machos miden de 16.3 a 22.2 mm y las hembras de 31.2 a 37.8 mm.

## Publicación original
- Lynch & Rueda-Almonacid, 1999 : New species of frogs from low and moderate elevations from the Caldas transect of the eastern flank of the Cordillera Central. Revista de la Academia Colombiana de Ciencias Exactas Físicas y Naturales, vol. 23, n.º 87, p. 307-314[5]